# St. Marien am Behnitz

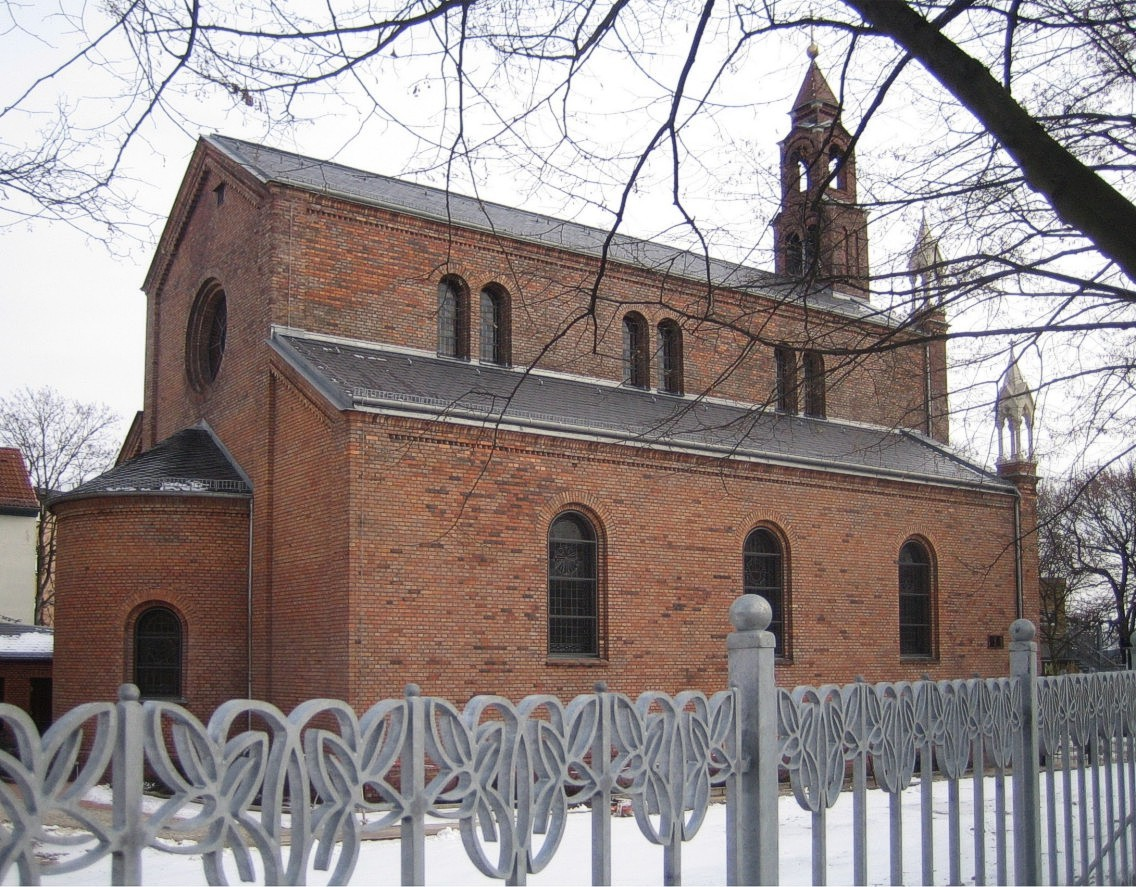
St. Marien am Behnitz

St. Marien am Behnitz ist die zweitälteste der nach der Reformation gebauten römisch-katholischen Kirchen im Großraum Berlin (nach der Sankt-Hedwigs-Kathedrale). Sie befindet sich in Berlin-Spandau, wurde 1847/48 erbaut, im Inneren mehrmals umgestaltet und in den Jahren 2002/2003 im Auftrag und auf Kosten privater Besitzer aufwendig nach dem rekonstruierten Zustand der Jahre 1894/95 restauriert. Die Kirche und das Pfarrhaus stehen unter Denkmalschutz (Denkmalliste Berlin Nr. 09085465). Ihr Architekt ist August Soller aus der Schinkelschule.

## Lage
Die Kirche liegt in Spandau an der Straße Behnitz 9, Ecke Am Juliusturm in der Ortslage Behnitz oder Kolk, unweit der Havel und der Schleuse Spandau, gegenüber der Zitadelle Spandau. Die Insel Behnitz mit dem ältesten Siedlungsgebiet Spandaus war durch einen Havelarm, „Deutscher Rhein“ genannt, von der südlicher gelegenen Altstadt Spandau getrennt, bis dieser 1912 zugeschüttet und mit der Straße Am Juliusturm überbaut wurde, die unmittelbar an der St.-Marien-Kirche vorbei zur Juliusturmbrücke führt. Behnitz/Kolk und Altstadt liegen auf einer vom Mühlengraben und der Havel umflossenen Insel und lagen innerhalb der im 14. Jahrhundert gebauten Stadtmauern. Die Ortslage Behnitz/Kolk ist heute durch die westliche Rampe zur Juliusturmbrücke im Zuge der sechsspurigen Straße Am Juliusturm vom Spandauer Altstadtkern abgetrennt. Die Straße ist von der Kirche über eine Treppe zu erreichen.

## Geschichte

### 1722 bis 1850

#### Anfänge auf dem Gewehrplan
Die Geschichte der ersten römisch-katholischen Kirche in Spandau nach der Reformation – die mittelalterliche Pfarrkirche St. Nikolai war 1539 protestantisch geworden – begann mit der Gründung der königlichen Gewehrfabrik. Nach dem Willen des preußischen Königs Friedrich Wilhelm I. (im Volksmund „Soldatenkönig“ genannt) sollte die preußische Armee mit Waffen aus Landesproduktion ausgerüstet werden, damit das Geld nicht für Importe ins Ausland fließen sollte, sondern „im Lande bleibt“. Östlich der Zitadelle Spandau auf der Gemarkung Plan (später: Gemarkung Gewehrplan und Pulverfabrik) außerhalb der Spandauer Stadtmauern entstanden Werkstätten und Wohnhäuser für die Arbeiter und ihre Familien. 
Die fehlenden Facharbeiter, die hauptsächlich in den Waffenfabriken der vornehmlich römisch-katholischen Stadt Lüttich in Belgien angeworben wurden, wollten aber nur dann ins protestantische Preußen übersiedeln, wenn ihnen freie Religionsausübung garantiert würde, einschließlich eines Seelsorgers in ihrer Sprache und dessen Versorgung. Durch königliches Dekret von 1722 wurde ihnen dies zugesichert, ebenfalls das Recht, ein paar Kühe zu halten. Die Forderung, eigenes Bier brauen zu dürfen, hatte der König allerdings abgelehnt. Rund 200 Personen – etwa 26 Meister und mehrere Gesellen mit ihren Familien – reisten schließlich an, begleitet von dem Dominikanerpater Ludovicus Belo (Belau) OP aus dem Konvent in Wesel, der auch Seelsorger für die römisch-katholischen Arbeiter des Potsdamer Standorts der Gewehrfabrik war. Die Rüstungsarbeiter und ihre Familien in der Siedlung auf dem Gewehrplan gehörten nicht zur Stadt Spandau, sondern bildeten in politischer und in kirchlicher Hinsicht eine eigene Gemeinde, die nicht der städtischen Gerichtsbarkeit, dem „ordinären Stadtmagistrat“ unterlag, sondern „immediate“ (unmittelbar) dem königlichen Hofgericht, so die Anordnung des Königs vom 2. September 1722. Kirchlich standen sie außerhalb der Reichweite der evangelischen Pastoren an St. Nikolai und bildeten eine Missionsstation, die dem Apostolischen Vikariat des Nordens unterstand.

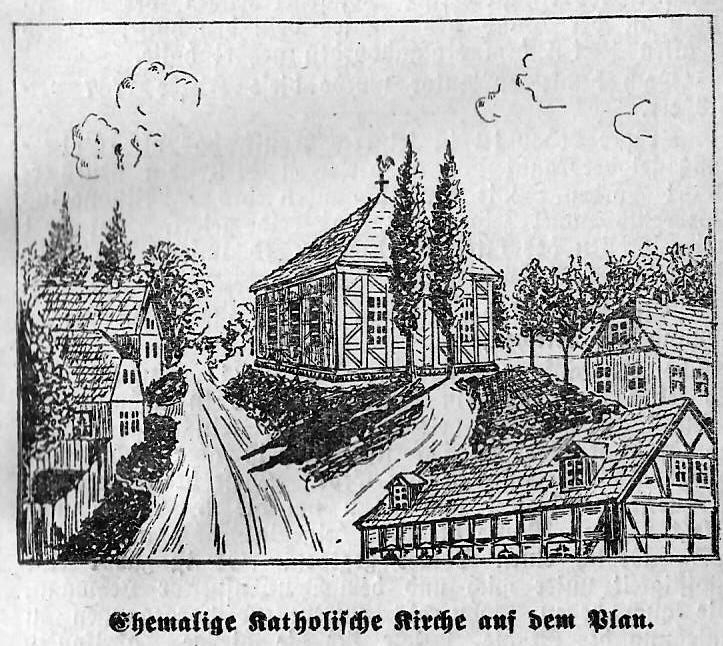
1766/1767 erbaute zweite Kirche auf dem Gewehrplan

Im Jahr 1723 entstand auf dem Gewehrplan die erste römisch-katholische Kirche, ein kleiner einfacher Fachwerkbau, der wahrscheinlich dem Doppelpatrozinium der Apostel Petrus und Paulus unterstellt war. Es war die erste neu entstandene römisch-katholische Kirche in Preußen nach der Reformation, der Bau der Hedwigskirche in Berlin begann erst 1747. Schon 1735 musste das Kirchlein restauriert werden. 1742 war es so baufällig, dass König Friedrich der Große den Abriss und einen Neubau verfügte. Durch die Schlesischen Kriege verzögerte sich das Vorhaben. Erst 1767 war der Neubau fertig, eher ein schlichtes Bethaus als eine Kirche. Auch hier ließ die Bauqualität offenbar zu wünschen übrig – nur 17 Jahre später klagte der damalige Seelsorger Joseph Groß OP in einem Brief an den König, dass die Kirche „jetzo einer Wüsteney viel mehr als einem Gotteshause ähnlich sei“. Eine größere Reparatur erfolgte dann im Jahr 1803.
Durch die Bulle De salute animarum nahm Papst Pius VII. 1821 im Rahmen der Neuumschreibung der katholischen Diözesen in Deutschland nach dem Wiener Kongress eine Neuordnung der Diözesen und Kirchenprovinzen in Preußen vor; Spandau ging vom Apostolischen Vikariat des Nordens in die Fürstbischöfliche Delegatur für Brandenburg und Pommern des Bistums Breslau über und wurde Pfarrei; seit den 1820er-Jahren amtierte ein Kirchenvorstand.

#### Planung und Bau der Kirche am Behnitz
Seit etwa 1825 wurde abermals über einen Neubau nachgedacht, auch darüber, ihn an anderer Stelle zu errichten. Die römisch-katholische Gemeinde der Militärstadt Spandau war inzwischen sehr viel größer geworden, in erster Linie durch den Zuzug von Soldaten, die in römisch-katholischen Landesteilen angeworben worden waren. Die alte Kirche war also nicht nur baufällig, sondern am alten Standort auch fehl am Platze, da es kaum noch römisch-katholische Arbeiter in der Gewehrfabrik gab. In der Stadt Spandau lebten zu der Zeit dreimal so viele Katholiken wie auf dem Gewehrplan. Von den ursprünglichen Siedlern waren etliche in die Heimat zurückgekehrt, in andere Gewerbezweige und Regionen gewechselt oder in die Stadt Spandau gezogen. Die Wohnbedingungen auf dem von Wassergräben durchzogenen, feuchten Gewehrplan waren ungünstig und förderten Rheuma, Gicht und Erkältungskrankheiten. Eine weitere Ursache für die Verkleinerung der katholischen Gemeinde auf dem Gewehrplan war, dass viele Mitglieder Ehen mit protestantischen Partnern eingingen und in die evangelische Erziehung der Kinder einwilligten. Zudem war die Fußgängerbrücke als direkter Weg zwischen Stadt und Gewehrplan gesperrt worden, da sie baufällig war und die Regierung und die Eigentümer der Fabrik sich nicht einigen konnten, wer für die Reparatur aufkommen sollte. Um die Kirche zu erreichen, war ein Umweg von 5 km notwendig. Ein Antrag der katholischen Gemeinde, die evangelische Moritzkirche zu kaufen, die seit 1806 nicht mehr als Kirche genutzt wurde, wurde zwar von der Regierung in Potsdam befürwortet, jedoch 1826 vom Spandauer Magistrat nicht genehmigt. Gegen eine Verlegung der Kirche vom Gewehrplan nach Spandau richtete sich eine Bittschrift mehrerer auf dem Plan wohnhafter Arbeiter vom 31. Mai 1836 sowie des Küsters und des Organisten, die um ihre Stellung fürchteten; dies wurde jedoch mit Rücksicht auf wehrstrategische Gründe abgelehnt. In den 1840er-Jahren schlossen sich 19 Männer der Gemeinde, die mit protestantischen Frauen verheiratet waren und ihre Kinder protestantisch erzogen, der von Johannes Ronge initiierten deutschkatholischen Bewegung an, jedoch blieb es bei dieser Gruppe.
Nach langen Verhandlungen und nach Klärung der Kosten begann man am 7. Juli 1847 mit dem Abbruch eines Hauses am vorgesehenen Bauplatz innerhalb der Stadtmauern, am sogenannten „Behnitz“, einem der beiden ältesten Siedlungsgebiete in Spandau. Am 8. September 1847 konnte dort der Grundstein für ein neues Kirchengebäude gelegt werden, das das Patrozinium der heiligen Maria tragen sollte. Dieses Patrozinium erinnert an das 1239 von den askanischen Markgrafen gestiftete Benediktinerinnenkloster St. Marien südlich der Stadt Spandau, das 1558 infolge der Reformation aufgehoben worden war. Die Kirche am Behnitz ist die zweitälteste der bestehenden römisch-katholischen Kirchen Berlins und älteste nach der Reformation entstandene Marienkirche in der Mark. Die Inschrift auf einer Bleiplatte im Grundstein lautete:

„Dieser Stein wurde ad maj. D. gl. et B.M.V.H. am 8ten Sept. 1847 als Grundstein zu dieser von Sr. Majestät dem Könige Friedrich Wilhelm IV. erbetenen Kirche im Auftrage des Fürstbischofs von Breslau Melchior von Diepenbrock von dem damaligen Ortspfarrer Franz Teuber gesegnet und gelegt in Gegenwart des diesen Bau ausführenden Königl. Bauinspektors Manger, des Mauerermeisters Ribbe und der Kirchenvorsteher A. Gerspacher und C. Bechmann. Sancta Maria ora pro nobis.“

Die Weihe erfolgte am 21. November 1848 durch den Breslauer Weihbischof Daniel Latussek, da Fürstbischof von Diepenbrock aus gesundheitlichen Gründen nicht anreisen konnte. Nach Fertigstellung der Kirche fanden die Sonntagsgottesdienste in der neuen Kirche statt, einige Werktagsmessen weiterhin in der Kirche am Gewehrplan. Der Pfarrer blieb zunächst bei der alten Kirche wohnhaft, da sich der Bau eines neuen Pfarrhauses auf dem Behnitz aus finanziellen Gründen verzögerte. Als die Wohnbedingungen immer unzumutbarer wurden und Pfarrer Theodor Warnatsch deshalb sogar erkrankte, bezog er eine Mietwohnung in der Stadt, nach ihm auch Pfarrer Hanel. Erst im Juni 1852 wurden Kirche, Pfarrhaus und Garten auf dem Gewehrplan für 1.560 Reichstaler – weniger als die von Regierungsinspektor Friedrich Wilhelm Butzke veranschlagten 2000 Taler – dem Militärfiskus überschrieben. Von dem Erlös wurde 1852–1854 das Pfarrhaus hinter der Kirche auf dem Behnitz fertiggestellt. Die Gebäude auf dem Gewehrplan wurden anschließend abgetragen.

### Kirchenbau

#### Vorbereitungen

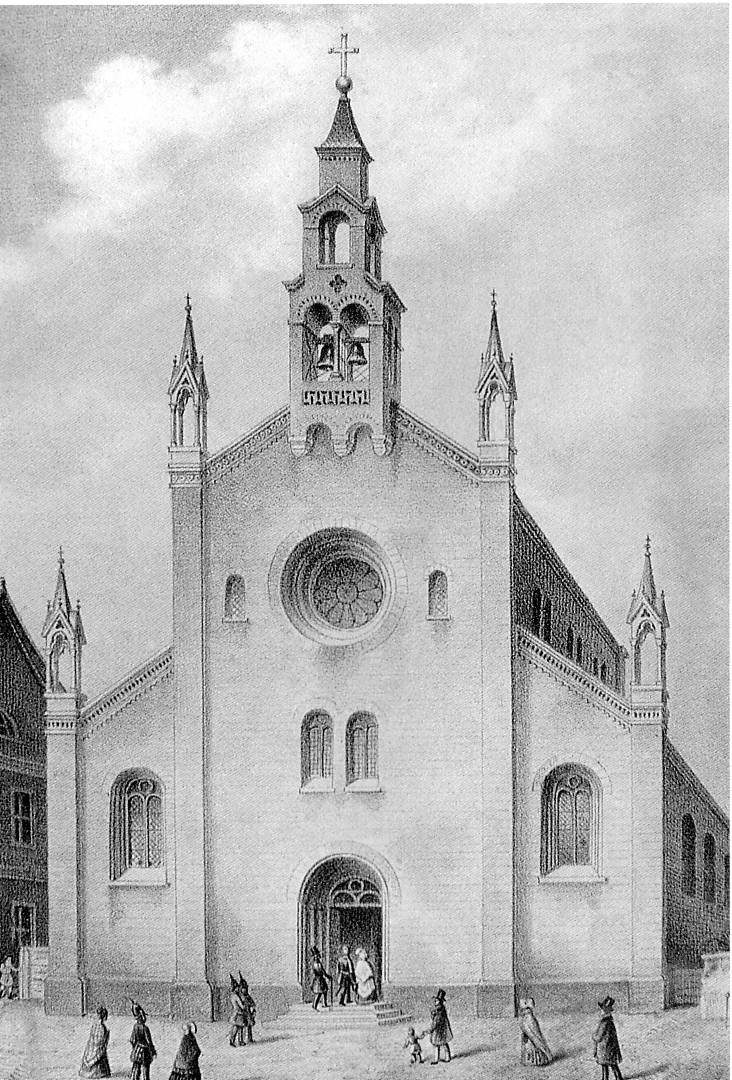
St. Marien am Behnitz 1848

Das Grundstück, vordem der Familie Stienauer gehörend, war im Besitz des Tischlermeisters Bernhard, der es für 3000 Reichstaler und die Zusicherung, beim Kirchenbau mit Aufträgen bedacht zu werden, der römisch-katholischen Gemeinde überließ. König Friedrich Wilhelm IV. bewilligte einen Zuschuss in Höhe von 12.970 Reichstalern, der die Kosten für einen einfachen Fachwerkbau decken konnte. Die Gemeinde jedoch wollte mehr und entschied sich einstimmig für einen Massivbau, der allerdings 5.420 Reichstaler teurer werden würde. Die zusätzlichen Kosten wurden durch eine Landeskollekte (etwa 5.000 Reichstaler) und freiwillige monatliche Beiträge aufgebracht, zu denen sich 76 katholische Haushalte bereiterklärten, wodurch mit einigen Spenden weitere 1.009 Reichstaler aufgebracht wurden. Der König bewilligte später weitere 2.477 Reichstaler und 10 Groschen, darunter 500 Reichstaler für die von ihm gewünschten vier Ecktürmchen. Insgesamt beliefen sich die Kosten auf 21.458 Reichstaler.
Pläne für einen Kirchenneubau waren damals der Oberbaudeputation, der zentralen Behörde für das preußische Bauwesen zur Prüfung vorzulegen. In diesem Fall hatte der Geheime Oberbaurat August Soller das entscheidende Gutachten zu liefern. Er lehnte den eingereichten Plan ab, da er nicht im Sinne des Königs „im kirchlichen Stile“ gehalten sei, bot aber an, eigene Entwürfe zu liefern. Die Architekturhistorikerin Eva Börsch-Supan vermutet, dass er sich besonders für den Kirchenbau interessierte, da er selbst Katholik war. In den Jahren zuvor waren zudem in Preußen für schnell wachsende Gemeinden mit geringen Geldmitteln zahlreiche einfache, hausartige Kirchen nach dem Vorbild antiker Bauformen entstanden. Sie orientierten sich an der „Normalkirche“, einem Musterentwurf Karl Friedrich Schinkels, den Friedrich Wilhelm III. in Auftrag gegeben hatte.
Ähnlich sah auch der Entwurf aus, den Soller zu beurteilen hatte. Er stammte von dem preußischen Regierungsbauinspektor Friedrich Wilhelm Butzke, der zunächst einen Fachwerkentwurf gemacht hatte, aber nachdem die Gemeinde sich für einen Massivbau entschieden hatte, einen Plan für ein fast quadratisches Kirchengebäude nach dem Vorbild einer protestantischen Predigtkirche erarbeitete. Der neue König Friedrich Wilhelm IV. bevorzugte aber seit Beginn seiner Regierung 1840 ein alternatives Kirchenbauprogramm, das er schon als Kronprinz entwickelt hatte – und seine Beamten kannten natürlich diese Vorstellungen. Als Leitbild diente jetzt die altchristliche Basilika, ebenfalls ein einfacher Ziegelbau, der jedoch durch die abgestufte Form formal interessanter wirkte. Außerdem galt diese Bauform als Schöpfung der christlichen Apostel und der König wollte damit, sozusagen in ihrem Geist, den religionsfremden Strömungen der Zeit entgegenwirken.
Sollers Gegenentwurf, den er am 15. Juli 1846 ans Geistliche Ministerium gesandt hatte, wurde dem König vorgelegt – wie die Entwürfe für alle Kirchen, zu denen er Geld gab. Erst im Zuge der Restaurierung 2002/2003 wurde im Archiv der Pfarrgemeinde Maria, Hilfe der Christen der Abschrift der Urkunde, die am 21. Juni 1848 in den Turmknopf der Kirche gelegt worden war, entnommen, dass der König in einer Kabinettsorder vom 1. Mai 1847 die Weisung erteilt hatte, der Massivbauentwurf der Kirche solle durch den Geheimen Oberbaurat Soller verfertigt werden. Lange Zeit hatte der königliche Bauinspektor Julius Manger, der den Bau leitete, auch als Architekt der Kirche gegolten.
Sollers Plan wurde vom König gebilligt, kam aber mit Änderungsvorschlägen zurück: vier „Thürmchen im Zinkgussverfahren“ sollten dem Bau hinzugefügt werden. Das war nicht ungewöhnlich. Speziell für das Interesse des Königs an zusätzlichen Kirchtürmen gibt es weitere Beispiele, etwa die Friedrichswerdersche Kirche in Berlin; es gelang ihm dort freilich nicht, Schinkels berühmtes Bauwerk nachhaltig zu verändern. Stilistisch waren die Thürmchen von St. Marien etwas bedenklich: es handelte sich um neugotische Schmuckformen, sogenannte „Fialen“, mit denen der König mehrfach Neubauten anreicherte, die im Übrigen weit frühere Baustile nachbildeten, im Falle dieser Kirche eine neuromanische Architektur. Der König förderte ja zur selben Zeit die Fertigstellung des hochgotischen Kölner Doms.

#### Bauausführung

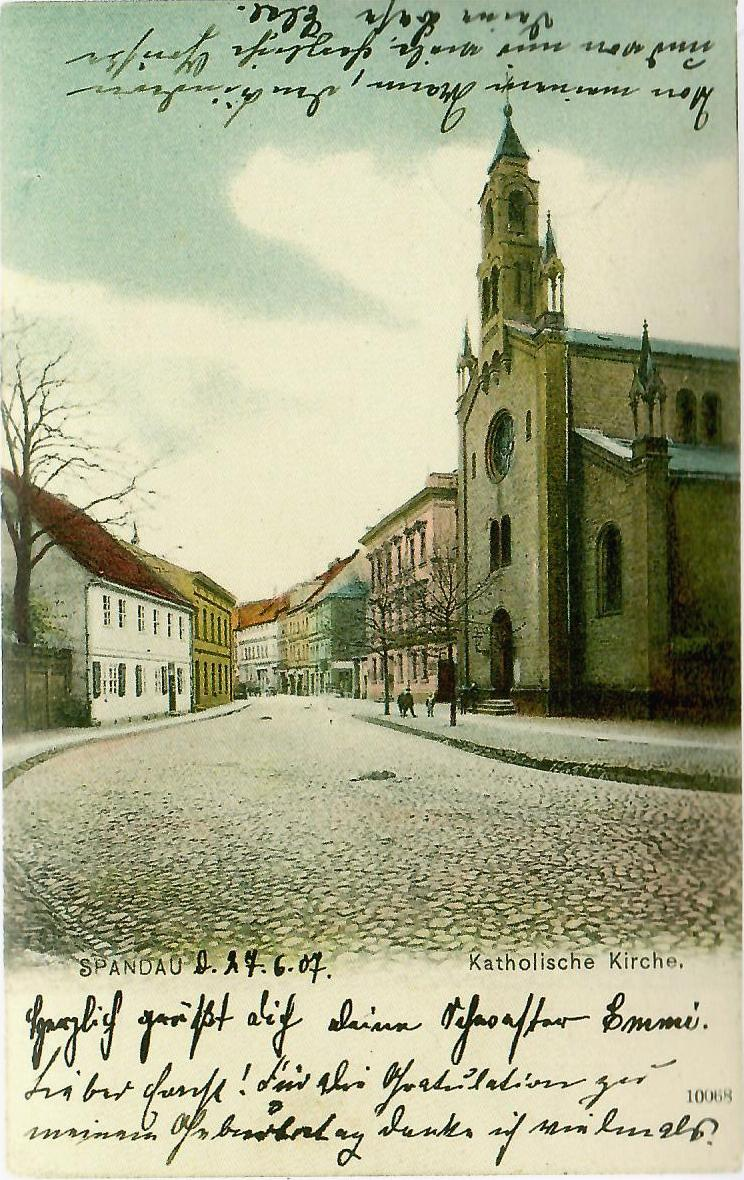
Ansicht auf einer Postkarte um 1907

Der Bau wurde durch ortsansässige Handwerksmeister unter Leitung Mangers vorgenommen. Die Kirche gehört unverkennbar zu den Bauten der damaligen Berliner Schule. Sie lag in nordwestlicher Ausrichtung westlich der Straße – dem Behnitz – und war von Nachbargebäuden eingefasst. Dementsprechend ist die Fassade eindeutig als Schauseite ausgebildet.

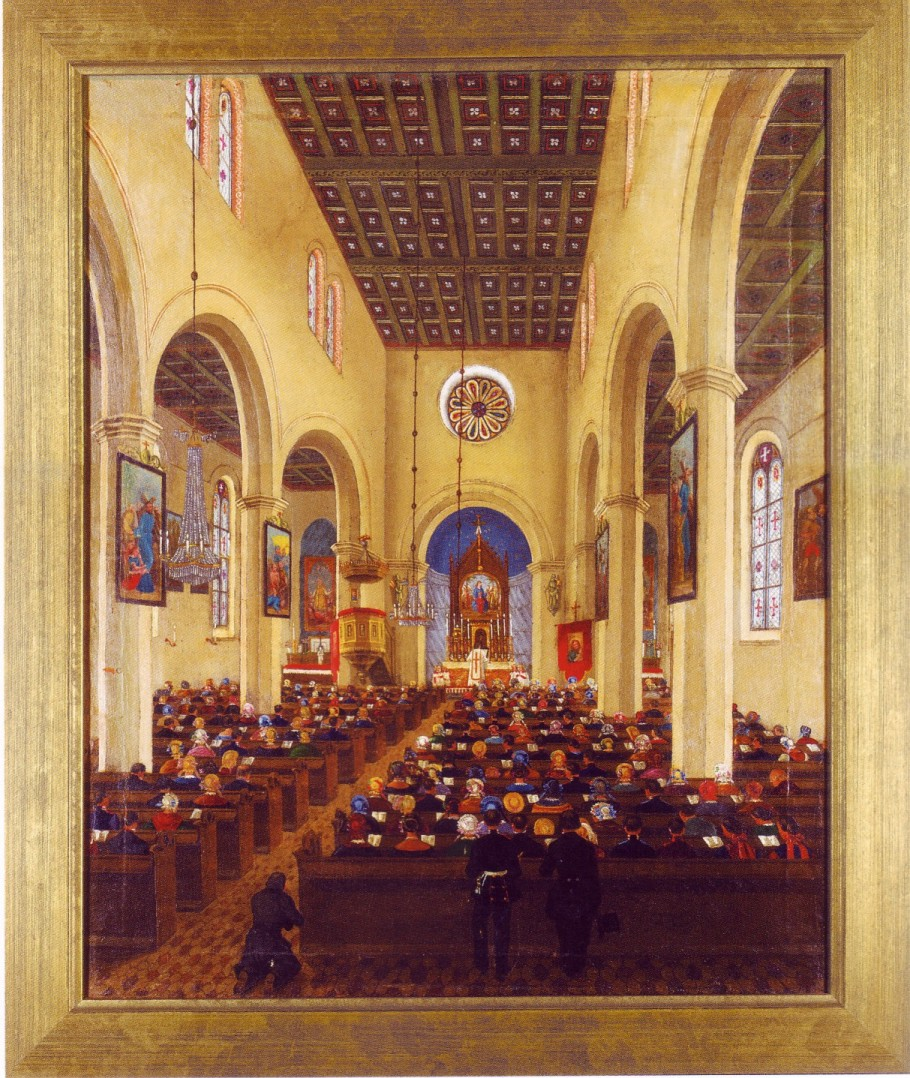
Innenansicht 1861. Ölbild

Die ursprüngliche Innenausstattung geht wahrscheinlich nicht auf Soller zurück, sondern wurde von Manger veranlasst. Ein Interieurbild von 1861 macht den damaligen Zustand deutlich. Wände und Pfeiler waren hell ockerfarben gestrichen, die dunkelbraune Kassettendecke mit weißen Lilien bemalt, die drei Altarnischen mit Sternenhimmeln und marmorierten Wänden versehen. Während eine Farbgebung dieser Art ebenso wie die gesamte Architektur auch bei den evangelischen Kirchen der Zeit anzutreffen war, sahen die Ausstattungsstücke hier ganz anders aus. Alles sollte kostbar wirken und war leuchtend farbig – die Altarbilder, die Kanzel mit ihrer reichen Vergoldung, die Kronleuchter mit Glasbehang und die starkfarbigen Kreuzwegstationen an den Pfeilern des Langhauses. Dabei waren die finanziellen Mittel der Gemeinde eng begrenzt. Die nordwestlich gelegene Apsis war wahrscheinlich fensterlos. Bis 1894/1895 stand darin ein hohes Altarretabel, das beherrscht wurde von einem halbrund abschließenden Gemälde einer thronenden Madonna, umgeben von Engeln, unter einem wimpergartigen Rahmen mit Fialen.
Skulpturen der Heiligen Petrus und Paulus kamen aus der Kirche am Gewehrplan in die neu erbaute Marienkirche; sie waren vermutlich die Patrone der alten Kirche. Sie sind bis heute erhalten und befinden sich in der Kirche.
Ab 1852 wurde hinter der Kirche ein Pfarrhaus aus Backstein gebaut und 1854 fertiggestellt. Beiderseitig der Kirche standen zwei Schulgebäude. Das südseitige war 1827 gebaut worden und wurde 1857 durch eine Mauer abgegrenzt. Östlich stand das Garnison-Schulhaus, welches die römisch-katholische Gemeinde 1878 bei einer öffentlichen Versteigerung erwarb. Nachdem es um ein Stockwerk erhöht worden war, diente es ab 1881 als Gemeindeschule, für die die Pfarrgemeinde zwei Lehrer und eine Lehrerin anstellte; Schulgeld brauchte nicht gezahlt zu werden.

### Weitere Geschichte

#### 19. Jahrhundert
Seit ihrer Fertigstellung war die Kirche am Sonntag nach Fronleichnam Zentrum der Spandauer Prozession, die in den 1830er-Jahren an der alten, provisorischen Kirche auf dem Gewehrplan entstanden war. Kern war nach dem Hochamt in der Kirche die feierliche eucharistische Prozession rund um den Kolk, der damals noch eine Insel war. Zeitweise nahmen mehrere Tausend Katholiken aus Berlin und Charlottenburg teil. Die Prozession wurde im Rahmen des preußischen Kulturkampfes ab 1875 nicht mehr genehmigt, weil sie als Provokation der römisch-katholischen Minderheit gegenüber der Mehrheitsbevölkerung verstanden wurde.
Zwischen 1851 und 1878 waren mehrfach kleinere Reparaturen an der Kirche notwendig, deren Kosten die Regierung übernahm. Bereits 1868 war der Kirchturm baufällig und musste von der Gemeinde neu aufgebaut werden. Wegen des Kulturkampfs in Preußen gab es nach 1878 keine staatliche Unterstützung mehr. Besitzer, Nutzung und Zustand der Kirche wechselten bis heute mehrfach. 1894 bekam der Breslauer Kirchenausstatter Carl Buhl („Special-Institut für Kirchen-Ausbau C. Buhl“) den Auftrag für einen neuen Hochaltar und zwei Seitenaltäre. Der neue Hochaltar in reich gegliederter neugotischer Formensprache bekam statt des Mariengemäldes eine Madonnenfigur mit Kind, flankiert von ihren Eltern Joachim und Anna; diese Skulpturen stehen in einer Baldachinarchitektur. Die Seitenaltäre zeigen als Patrone eine Skulptur des heiligen Josef und des heiligsten Herzens Jesu; der Josefsaltar wurde gestiftet vom katholischen Männerverein St. Joseph. Gleichzeitig wurden in der Apsis zwei Fenster gebrochen, die Apsis und die Stirnwände hinter den Seitenaltären wurden durch den Maler Paul Nowag verziert, und die Kanzel erhielt neue Vergoldungen. Die alten Altäre wurden zu Brennholz verarbeitet, was dem Kirchenvorstand eine Rüge der preußischen Regierung wegen mangelnder Pietät eintrug.

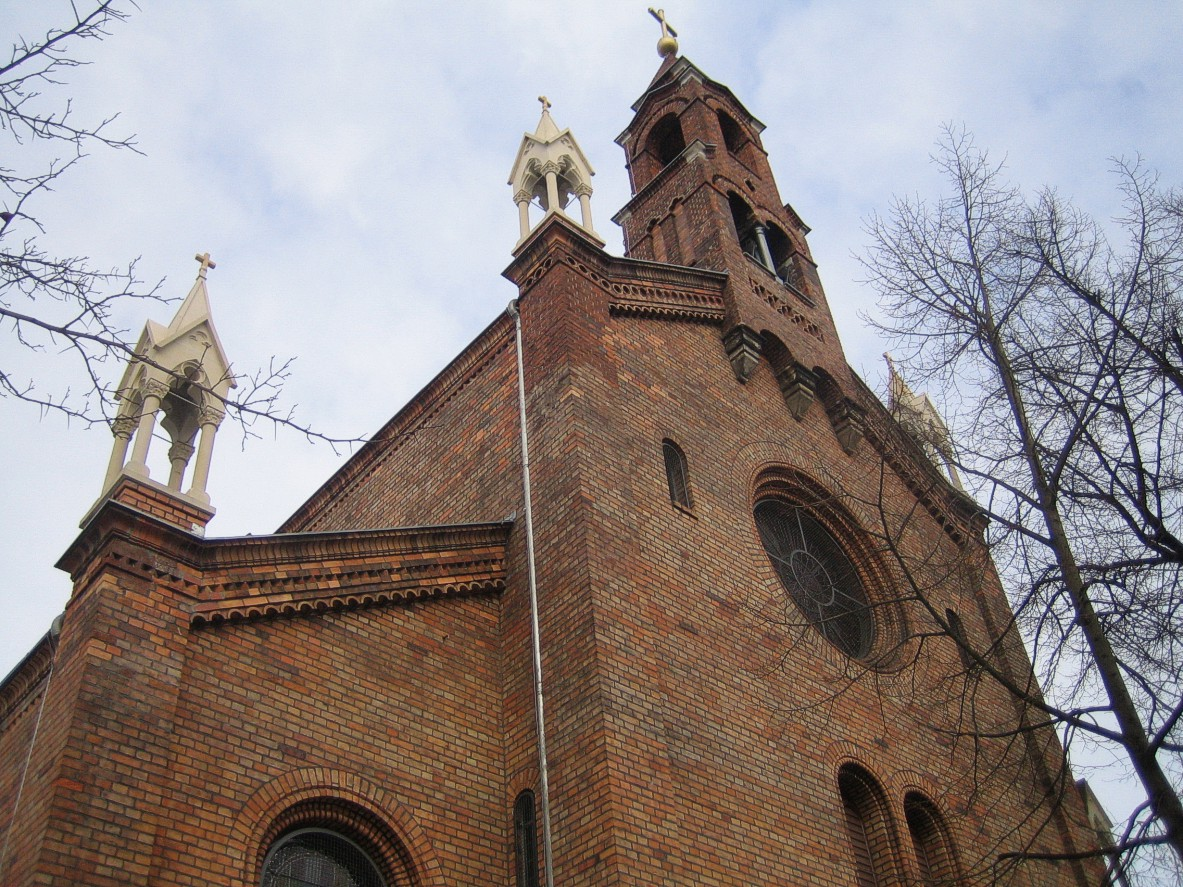
Fassade, Teilansicht

#### 20. Jahrhundert
Um 1900 lebten rund 9.000 Katholiken in Spandau, die Gemeinde war vor allem infolge der Auflassung der Festung und die darauf folgende Industrialisierung erheblich angewachsen, vor allem durch Zuwanderung aus den römisch-katholischen preußischen Ostprovinzen. Die bisherige Kirche mit 350 Sitzplätzen war für etwa 750 Gemeindemitglieder zur Zeit ihrer Errichtung ausreichend – eine Stellprobe ergab, dass sie maximal für 800 Menschen Platz bot –, aber für die größere Zahl von Katholiken trotz vier heiliger Messen am Sonntagvormittag zu klein geworden. Also wurde eine größere Kirche gebaut – an anderer Stelle, weil denkmalpflegerische Überlegungen und der moorige Untergrund den Abriss und einen größeren Neubau am alten Platz nicht zuließen. Die neue Pfarrkirche Maria, Hilfe der Christen wurde am 30. Oktober 1910 geweiht. Architekt war Christoph Hehl, der auch schon Pläne für eine Vergrößerung der Kirche auf dem Behnitz erarbeitet hatte.
Für St. Marien am Behnitz wurden verschiedene Nutzungskonzepte diskutiert und verworfen (Lagerhalle, Kino, Turnhalle), schließlich konnte das Gebäude 1910 mit Gewinn für 110.000 Mark an die Militärverwaltung verkauft werden und wurde Kirche der Spandauer römisch-katholischen Garnisonsgemeinde, für deren Raumbedarf sie gerade ausreichte. Sicherheitshalber hatten die Militärs zuvor 800 Mann zur Kapazitätsberechnung einrücken lassen, sie „hatten bequem Platz“.
Zunächst nahm die neue Verwaltung einige Umbauten vor. Neben dem Hauptportal wurden zwei Seiteneingänge angelegt, um Gedränge zu vermeiden, und eine Dampfheizung sowie eine Empore für eine neue Orgel eingebaut. Das Gestühl wurde erneuert. Offenbar aus einer Haltung protestantisch-preußischer Schlichtheit heraus ließ man alle Altäre und Figuren einheitlich mit brauner Farbe überziehen; die traditionell dominierenden Farben einer Marienkirche waren Blau, Rot und Gold gewesen. Neu angebrachte Wandmalereien durch den Kunstmaler Kottrup bestanden aus Kostengründen weitgehend aus konstruktiven Linien und Flächenbemalung. Lediglich der Altarraum und die Chorwand waren reicher ausgestaltet und hatten Bezug zum Militärischen (St. Joseph, Patron der Pioniere, der heilige Soldat Mauritius, der Drachentöter Georg). Die Kirche wurde am 8. Dezember 1912 von Militärbischof Vollmer neu geweiht. Im Ersten Weltkrieg und nach seinem Ende 1918, als das deutsche Heer teilweise aufgelöst und die meisten Militärseelsorger entlassen wurden, fanden kaum noch Gottesdienste statt. 1921 wurde die Kirche geschlossen, erst 1936 erneut geweiht und bis 1945 als Garnisonkirche mit eigenem Pfarrer genutzt, nachdem während der Zeit des Nationalsozialismus wieder ein Heer aufgebaut worden war. 1937 wurden wegen des Ausbaus der Straße Am Juliusturm das benachbarte Schulhaus und dahinter liegende Stallungen abgerissen.

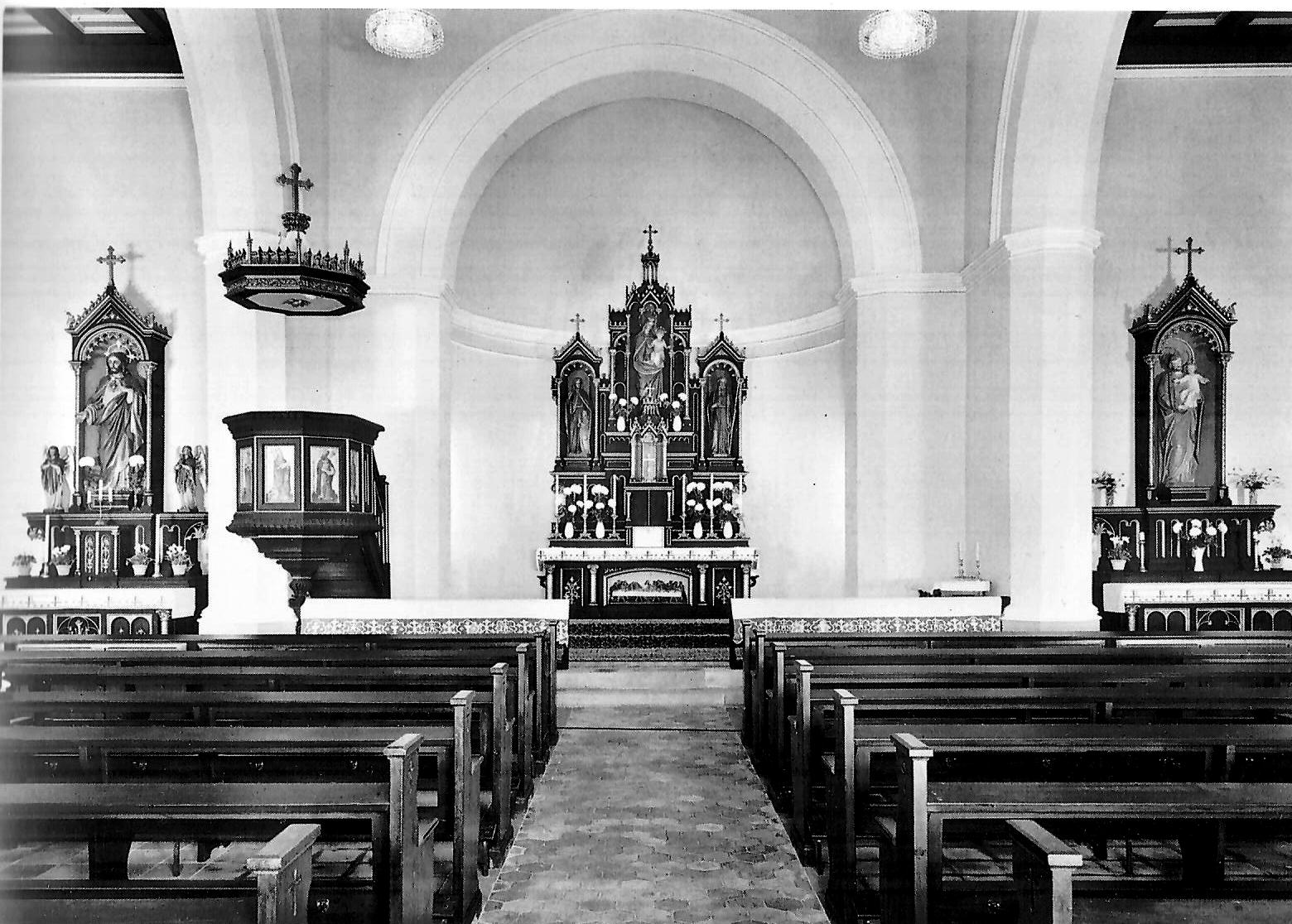
Inneres nach der Renovierung in den 1960er-Jahren

Im Zweiten Weltkrieg erlitt St. Marien am Behnitz starke Schäden, diente aber dennoch von 1944 bis 1952 als stets überfülltes Ausweichquartier für die fast vollständig zerstörte Pfarrkirche Maria, Hilfe der Christen am Askanierring (heute: Flankenschanze). Sonntags wurden sechs Gottesdienste gefeiert, im Winter sieben, und werktags drei. In den folgenden Jahren setzte sich der Verfall der Kirche fort. Erst 1962 begannen Instandsetzungs- und Renovierungsarbeiten durch das Verwaltungsamt für ehemaligen Reichsgrundbesitz im Namen des damaligen Eigentümers, der Bundesrepublik Deutschland, da lose Mauersteine die Passanten gefährdeten. Die beiden Apsisfenster wurden zugemauert, der vorhandene Putz wurde mit allen alten Wandmalereien spurlos abgeschlagen, die Wände danach neu verputzt und einfarbig weiß gestrichen. Eine solche „Purifizierung“ einer „als übertrieben empfundenen Formen- und Farbenpracht des Historismus“ war nach Ansicht des Kunsthistorikers Leo Schmidt um die Mitte des 20. Jahrhunderts typisch, und ebenso typisch sei es gewesen, ein halbes Jahrhundert später die frühere farbige Fassung zu rekonstruieren, da man der Weißfassung den Charakter einer eigenständigen Fassung absprach.
Ein Schwelbrand im Jahr 1970 leitete abermals den zunehmenden Verfall des Gebäudes ein, das kirchlich kaum noch genutzt wurde. Bei den Renovierungsarbeiten wurden die Altäre und Figuren vom Ruß gereinigt und die Wände neu gestrichen, die Holzkassettendecke wurde durch Hartfaserplatten ersetzt, auf die die vorherige Ornamentik per Siebdruck aufgedruckt wurde. 1995 erwarb das Erzbistum Berlin die Kirche von der Bundesrepublik. An der geringen Nutzung änderte sich dadurch nichts, nur Taufen und Trauungen fanden statt, und kleine freikirchliche und ausländische Gemeinden hielten gelegentlich Gottesdienste ab. Als deutlich wurde, dass sich an diesem Zustand nichts ändern ließ, die notwendige Sanierung aber für das Erzbistum zu teuer werden würde, bot man St. Marien am Behnitz zum Verkauf an. Ein Verkauf an eine orthodoxe Gemeinde kam nicht zustande, da die liturgischen Erfordernisse mit Einbau einer Ikonostase eine denkmalpflegerisch kritische Veränderung des Innenraums bedeutet hätten. Es kam zum Verkauf an ein Berliner Ehepaar, das musikalische und literarische Veranstaltungen in der Kirche plante, sich aber auch verpflichtete, die Räume durch anerkannte Religionsgemeinschaften liturgisch nutzen zu lassen.

### Sanierung und Restaurierung 2002/2003
Nach dem Kauf Ende 2001 begannen zwischen den neuen Eigentümern und den Beauftragten verschiedener interessierter Institutionen Diskussionen über Art und Weise sowie den Umfang der Wiederherstellungsarbeiten. Dabei war auch grundsätzlich über die Ziele von Denkmalpflege zu sprechen. Aktuell wird überwiegend ein konservatorischer Standpunkt vertreten, also die Bewahrung eines Zustandes als Ergebnis eines geschichtlichen Prozesses, und nicht unbedingt die Wiederherstellung eines verloren gegangenen frühen Zustandes. In dieser Frage bestand Übereinstimmung, der Eigentümer beabsichtigte zunächst ohnehin nur bauerhaltende Maßnahmen und kaum etwas darüber hinaus.

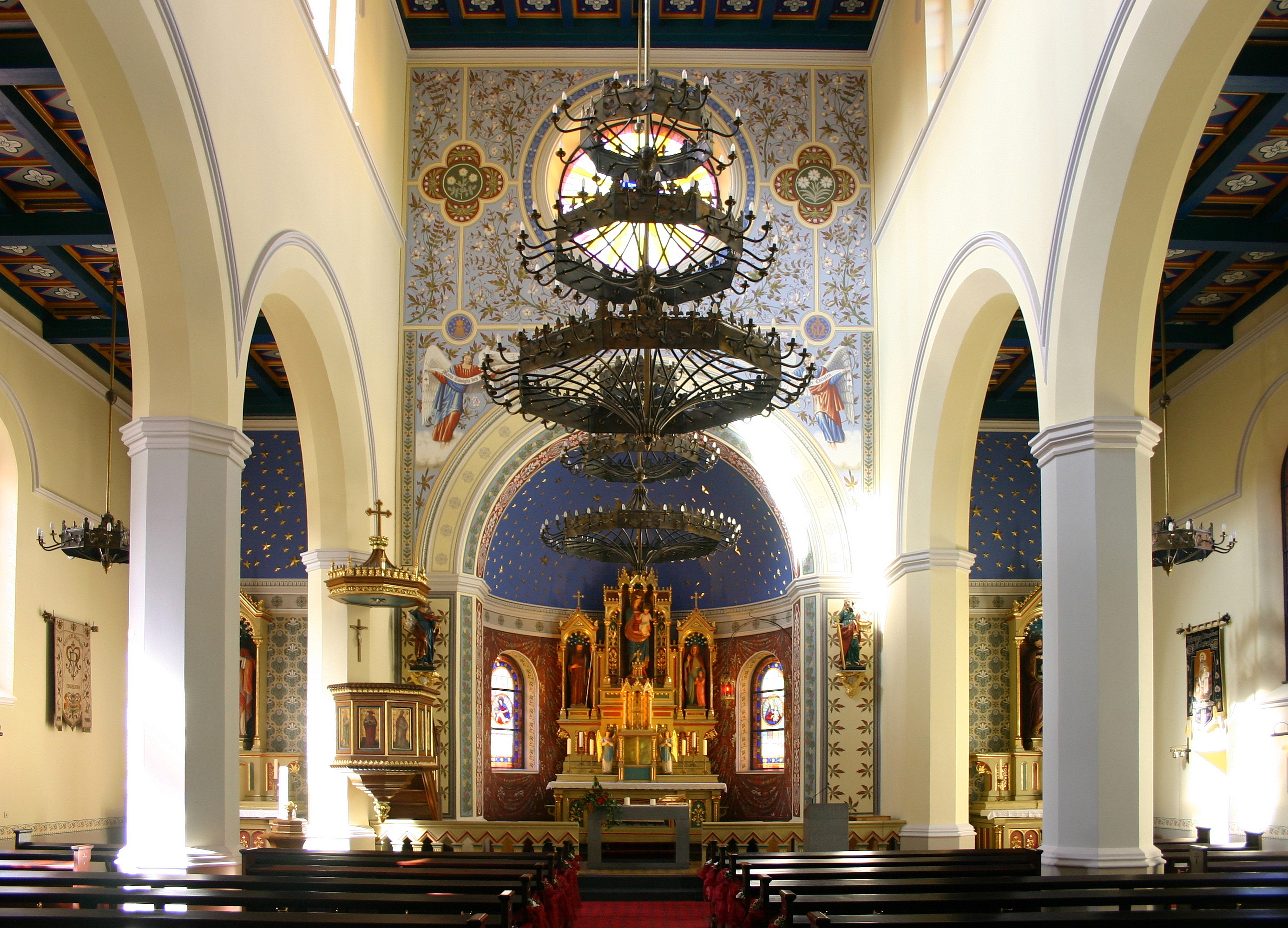
Mittelschiff mit Blick zum Altar nach der Restaurierung 2002/2003

Bald stellte sich heraus, dass die bautechnischen Arbeiten sehr viel umfangreicher ausfallen mussten, als gedacht. In diesem insgesamt größeren Rahmen wollte der Bauherr nun doch auf eine historische Gestaltung zurückgreifen. Die Vertreter der Denkmalbehörden waren skeptisch, weil zunächst über keinen der verloren gegangenen Zustände ausreichende Informationen vorhanden waren. Nach Abwägung aller Umstände entschied man sich aber gemeinsam für eine Rekonstruktion der 1894/1895 erneuerten Ausstattung. Hier lagen zwei relativ genaue Schwarzweißfotos vor, und aus der inzwischen wiederentdeckten ersten Farbfassung der Altäre ließen sich Schlüsse ziehen auf die Farbgebung des Innenraums insgesamt, die seinerzeit, wie man wusste, einen einheitlichen Charakter hatte. Hilfreich für das Einverständnis der Denkmalbehörde war wohl auch die Tatsache, dass alle Maßnahmen ohne jede öffentliche Förderung ausschließlich mit privaten Mitteln finanziert wurden. Die Beauftragung des Unternehmens artis aus Breslau mit der Restaurierung wurde als Element der historischen Kontinuität gesehen.
Die Arbeiten begannen im Juli 2002 und konnten nach nur 13 Monaten abgeschlossen werden. Dann war der stark im Verfall begriffene Bau außen und innen saniert, das Schieferdach war neu eingedeckt, die technischen Anlagen waren modernisiert und die Ausstattung mit Hilfe von etwa 60 Restauratoren der verschiedensten Arbeitsgebiete wiederhergestellt. Die 1964 geschlossenen Fenster in der Apsis wurden wieder aufgebrochen, die beiden Seiteneingänge geschlossen. Da die Zinkgusstürmchen an der Fassade verlorengegangen waren, wurden sie von den Bildhauern des restaurierenden Betriebes aus Sandstein neu angefertigt.
Am 7. Dezember 2003, dem zweiten Adventssonntag, weihte der Erzbischof von Berlin, Georg Kardinal Sterzinsky, zum Abschluss der Restaurierungsarbeiten den neuen Zelebrationsaltar.
In der Kirche finden regelmäßige wöchentliche Gottesdienste der römisch-katholischen Gemeinde Maria, Hilfe der Christen (Pfarrei Heilige Familie – Spandau-Havelland im Erzbistum Berlin) statt. Bis 2018 war St. Marien am Behnitz zudem eine Gottesdienststätte der römisch-katholischen kroatischsprachigen Gemeinde in Berlin.

## Gebäude
St. Marien am Behnitz ist ein rechteckiger neuromanischer Ziegelbau, außen unverputzt, drei Fensterachsen lang, relativ schmal und hoch. Die Kirche ist als Basilika dreischiffig, mit höherem Mittelschiff und zwei niedrigeren Seitenschiffen. Das Mittelschiff ist etwas vorgezogen, an der Stirnseite liegt die niedrige halbrunde Apsis. An der Nordseite ist in Höhe des Seitenaltars eine niedrige kleine Sakristei angebaut. Die Farbe der Ziegel ist ein sehr helles Terrakotta (der warme Farbton gebrannter Tonerde, der von beinahe Weiß über Braun bis zu Tiefrot reichen kann). Schlanke Eckpilaster mit den neugotischen Türmchen und vergleichsweise steile Dachschrägen entwickeln eine gewisse Tendenz zur Vertikalen; unterhalb der Dachschrägen verläuft als sparsames plastisches Schmuckelement ein Band aus durchbrochenen Formziegeln. Dennoch wird, besonders in der Seitenansicht, die horizontale Ausrichtung nach klassischen Vorbildern deutlich, fast alle Einzelformen sind in diesem frühen Rundbogenstil gehalten. Den einfachen Fenstern der Seitenschiffe entsprechen in der Senkrechten die Zwillingsfenster in den Obergaden des Mittelschiffs. In der Fassade über dem schlichten Portal befindet sich ein Zwillingsfenster und darüber eine Fensterrose; auch der Chorgiebel trägt ein solches Rundfenster. Tür und Fenster haben keine profilierten Archivolten, sondern im Gewände nur zwei- bis dreifache Abtreppungen.
Der schlanke Glockenträger auf dem First über dem Fassadengiebel kragt auf steinernen Konsolen über der Fassade vor. Er ist dreistufig gegliedert: eine untere Zwillingsarkade mit den Glocken, darüber eine einfache Arkade, die möglicherweise für eine kleine Glocke gedacht war, und eine Spitze mit einem Kreuz über der Turmkugel.
Im Kircheninneren gliedern achteckige Pfeiler die drei Kirchenschiffe; die vier mittleren stehen frei, die äußeren sind zur Orgelempore bzw. zum Chor mit Zungenmauern verbunden. Es gibt keine Gewölbe, sondern flache, kassettierte Decken.

## Innenausstattung
Die Ausstattung 2002/2003 wurde maßgeblich von dem Breslauer Unternehmen artis vorgenommen, das andere Fachleute hinzuzog. Sie richtete sich im Wesentlichen an der 1894/1895 erfolgten Gestaltung aus. Die Wandmalereien auf den Chorwänden und in der Apsis wurden auf neu aufgebrachten Putzflächen nach historischen Vorlagen alter Postkartenphotographien gestaltet. Altar, Kanzel, Taufbecken, Kommunionbank, Beichtstuhl und Kirchengestühl sind originale Ausstattungsstücke aus dem 19. Jahrhundert, deren ursprüngliche Farbgebung unter dem 1910 aufgebrachten braunen Farbüberzug größtenteils freigelegt werden konnte und gegebenenfalls in künstlerisch freier Adaption ergänzt wurde.

### Decke und Empore, Wände, Fenster, Leuchter und Skulpturen
- Die Kirche hat eine Holzkassettendecke mit dunkelblau gefassten Balken; die rechteckigen Kassettenfelder sind blau unterlegt und mit gelben Rahmen gegliedert und tragen einen als Vierpass stilisierten weißen Lilienkelch als Binnenzeichnung.
- Die Orgelempore an der Eingangsseite überspannt die ganze Breite der Kirche und liegt als Holzkonstruktion auf vier Ständerwerken auf. Ihre Farbgestaltung wurde ohne Ornamentik an die Kassettendecke angeglichen.[34]
- Die Chorwand wird im oberen Drittel von einem großen Rundfenster, verglast nach modernem Entwurf, dominiert. Sie trägt eine antikisierende vegetabile Ornamentik; zwei Engel in den Bogenzwickeln über der Öffnung tragen Spruchbänder mit den Aufschriften „Maria Königin des Himmels“ und „Maria Hilfe der Christen“.
- Rechts und links von der Choröffnung stehen in halber Höhe die Statuen der Apostel Petrus und Paulus, die aus der von König Friedrich Wilhelm I. finanzierten Kirche am Gewehrplan stammen und wahrscheinlich um 1725 entstanden; sie tragen heute nicht die barocke farbige Erstfassung in Gold, sondern die freigelegte zweite Farbfassung von 1848. In aufgeschlagenen Büchern in den Händen der Apostel sind Zitate aus 1 Petr 2,17 EU („Fürchtet Gott und ehrt den Kaiser“) bzw. 1 Tim 6,12 EU zu lesen.[35]
- Die Apsiskalotte wurde als blauer Himmel mit plastisch ausgebildeten vergoldeten Sternen gestaltet, die untere Wandzone in der Apsis als Teppich mit mauresken Ornamenten in roten und braunen Farbtönen. Die Altarwände in den Seitenschiffen, für die es keine photographischen Vorlagen gab, sind ähnlich der Apsisausmalung mit einem blauen, golden bestirnten oberen Feld und einer unteren Gestaltung als stilisierter Teppich ausgeführt.[36]
- Vor der Renovierung waren die Fenster einfach verglast. Von den ursprünglichen Fenstern mit Maßwerk im oberen Bereich gab es keine Darstellungen. Daher wurde die Verglasung der Fenster durch die Berliner Firma Berlin-Glas als mundgeblasene Bleiglasfenster in historisierender Form mit Marienszenen und -symbolen neu gestaltet. Die beiden Fenster im Chor zeigen jeweils in einem Medaillon rechts Maria mit dem Jesuskind und links die Pietà, die Fenster in den Seitenschiffen marianische Symbole wie Stern, Ähren, Lilien, Kreuz und Herz. Alle Fenster sind durch einen vierfachen Fries gerahmt. Die Fenster im Obergaden haben kein Dekor.[37]
- Die runden, von der Decke hängenden Messingleuchter wurden von den Restauratoren frei entworfen. Sie haben im Hauptschiff drei Ebenen, in den Seitenschiffen eine Ebene.
- Mitarbeiter des Restaurationsbetriebs gestalteten auch den Kreuzweg an den Seitenwänden, jeweils quadratische Metalltafeln mit reliefartig geprägter Darstellung der vierzehn Kreuzwegstationen.[38] Im vorderen Abschnitt der beiden Seitenwände hängen die Bruderschaftsfahnen der Marianischen Jungfrauenkongregation und des Männervereins St. Joseph, entstanden am Ende des 19. Jahrhunderts.

### Altäre und Prinzipalien

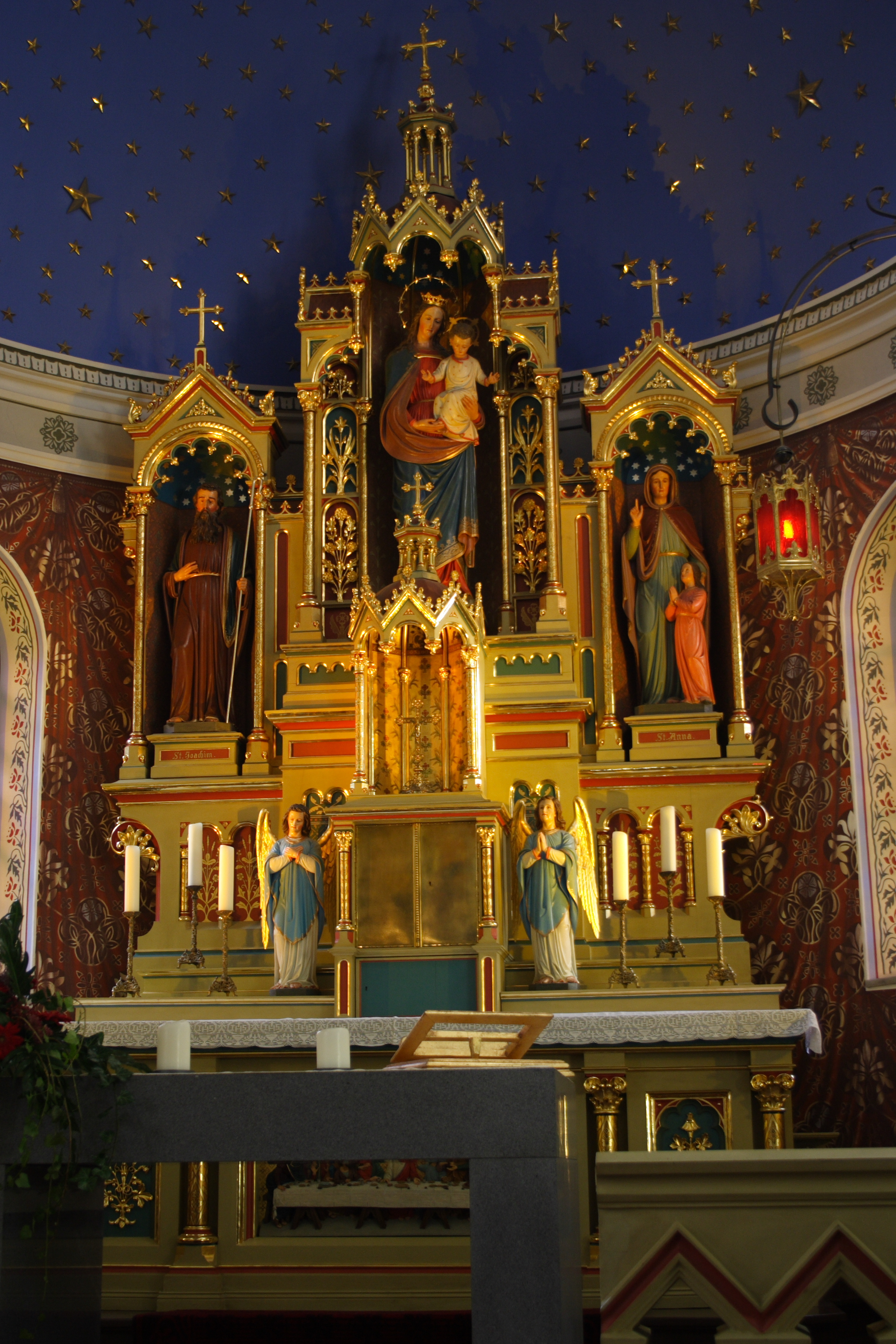
Hochaltar (2008)

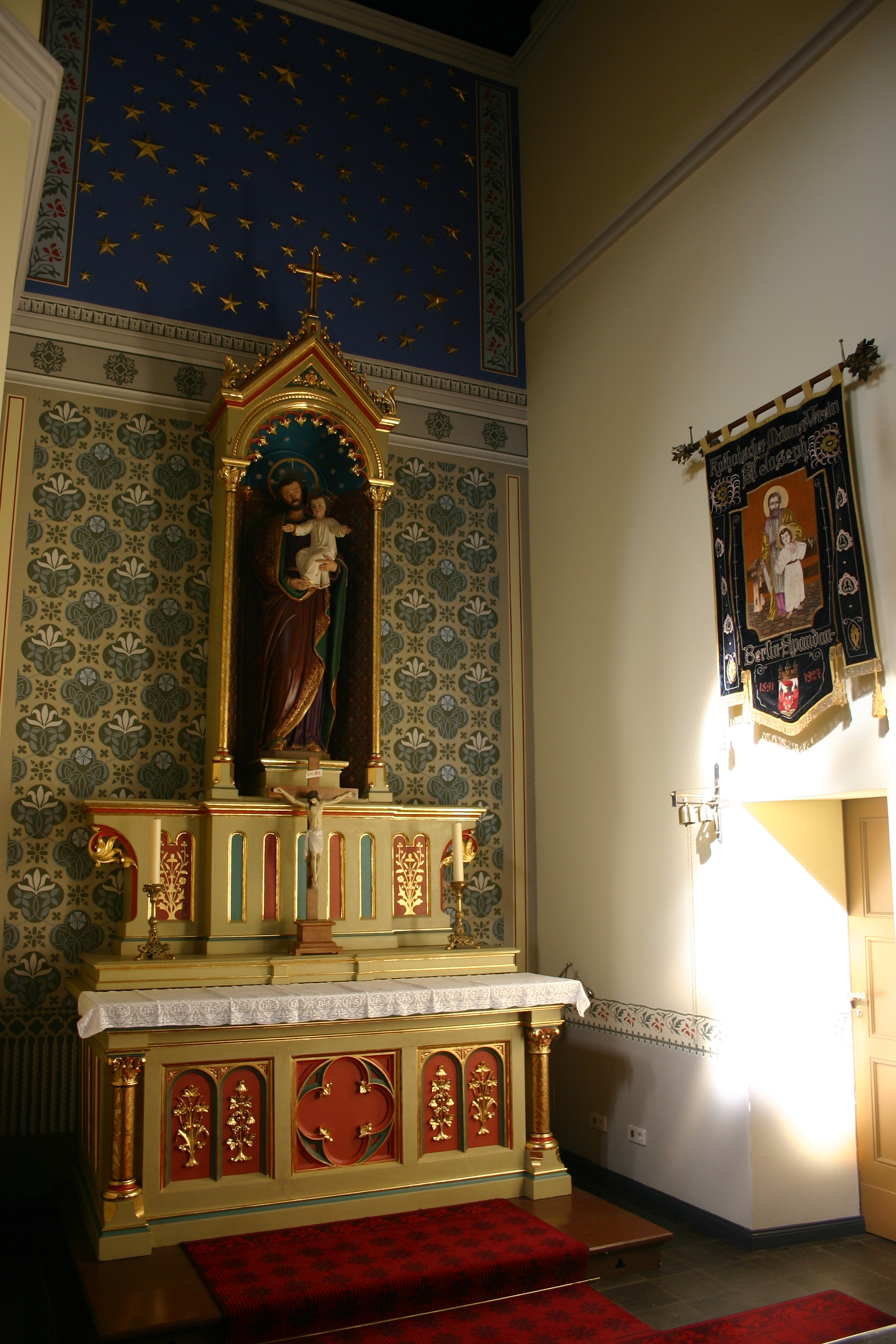
Josefsaltar (2008)

- Der raumhohe Hochaltar im Apsisscheitel zwischen den beiden Fenstern stellt im Wesentlichen den Zustand von 1894/95 wieder her. Er ist zwar noch an vorgegebenen Stilelementen des ausgehenden 19. Jahrhunderts orientiert, hebt sich aber mit seiner kräftigen Farbigkeit, der natürlichen Darstellung der Figuren und der bewussten Vermischung von Formen aus verschiedenen Stilen nach Einschätzung der Restauratoren von seriell hergestellten zeitgenössischen Altären ab. Das Antependium der Altarmensa zeigt im polychrom gefassten Holzrelief das letzte Abendmahl. Im Altar befinden sich Reliquien der heiligen Märtyrer Vinzenz von Agen und Ursula von Köln.[39] Über der Mensa steht in der Mitte der zweitürige Tabernakel mit Türflügeln aus poliertem Messing. Er wird auf der Leuchterbank flankiert von zwei stehenden, geflügelten Engeln. Über dem Tabernakel  befindet sich eine von einem Baldachin gekrönte Expositionsnische. Hinter dem Tabernakel trägt eine in stilisierten Architekturelementen ausformulierte Predella den dreigeteilten Altarschrein in gotisierender Baldachinarchitektur, jeweils von einem Kreuz gekrönt. In dem mittleren, hohen Schrein zwischen zwei stilisierten Querhäusern mit Blumenmotiv steht unter einem kuppelartigen Baldachin mit aufgesetzter Laterne die große Skulptur der Muttergottes in rotem Kleid und blauem Mantel, gekrönt und von einem Nimbus aus Sternen umgeben. Maria trägt auf ihrer linken Hüfte  das Jesuskind im weißen Kleid. Mutter und Kind haben den Kopf geneigt, der Blick ist auf den Tabernakel darunter gerichtet. Die niedriger angeordneten Seitenschreine mit den Skulpturen der Eltern Mariens haben einen Spitzgiebel. Nach klassischer Anordnung steht rechts die heilige Anna in grünem Kleid und dunkelrotem Umhang mit erhobener rechter Hand und erhobenem Zeigefinger, Maria als Kind steht im einfachen roten Kleid seitlich vor ihr. Der heilige Joachim im linken Schrein ist als bärtiger Hirte in brauner Kutte dargestellt und hält in der rechten Hand einen silbernen Hirtenstab.[40]
- Die Seitenaltäre an den geraden Stirnwänden der beiden Seitenschiffe haben einen dreigeteilten Aufbau: die Mensa mit einem geschnitzten Antependium mit vergoldeten Ornamenten zwischen zwei goldenen Säulen, einer schlichteren Predella und darauf ein Retabel in Form eines einzelnen Altarschreins mit Spitzgiebel und einem Kreuz auf der Spitze.
Im Schrein des Herz-Jesu-Altars auf der linken Seite steht eines Statue des heiligsten Herzens Jesu: eine Christusfigur in einem roten Umhang über einem weißen Untergewand, der rechte Arm ist nach vorn gestreckt, die linke Hand zeigt auf das rote Herz, das von einer Dornenkrone umflochten ist und von einer Krone mit aufgesetztem Kreuz gekrönt wird. Auf der Mensa des Herz-Jesu-Altars steht mittig ein einfacher zweiflügeliger Tabernakel.
Die Skulptur auf dem Josefsaltar rechts stellt den heiligen Josef in braunrotem Mantel mit Goldborte dar, auf dem linken Arm das Jesuskind in weißem Gewand mit geöffneten Armen. Im Josefsaltar sind Reliquien der heilgen Felix von Afrika und Benignus von Dijon beigesetzt, die aus dem Hochaltar  von 1848 stammen und bei der Kirchenrenovierung 1894/95 in den neuen Josefsaltar übertragen wurden.[39][41]
- Der Zelebrationsaltar wurde in bewusstem Kontrast zur vorhandenen, am 19. Jahrhundert orientierten Ausstattung als unverkennbar neue Zutat von dem Schweizer Bildhauer Jo Achermann aus blaugrauem Granit („Herrenholz“) geschaffen. Er steht in der Mitte des Chorraums zwischen Kommunionbank und Hochaltar. Die massive Platte des Tisches ruht auf zwei blockhaften Stützen, die auf einer Bodenplatte stehen, so dass sich die Form insgesamt zu einem Quader schließt. Außen sind die Flächen rau belassen, innen poliert. In die Tischplatte sind mehrere Schichten von tiefrotem Glas eingefügt, das sich als rote Aura auf den polierten Steinflächen reflektiert. Der Altar enthält eine Reliquie des heiligen Predigers Vinzenz Ferrer, Dominikaner wie die ersten katholischen Seelsorger nach der Reformation in Spandau.[42][32]
- Die übrigen Prinzipalien des Altarraums – Ambo, Sedilien, Kredenz und Kerzenleuchter – sind ebenfalls von Jo Achermann gestaltet und sollen trotz ihrer unterschiedlichen Materialien als Einheit mit dem Zelebrationsaltar verstanden werden. Der Ambo steht vor der Kommunionbank und ist aus demselben Material und in derselben kubischen Form wie der Altar gestaltet, die Kredenz und die Sedilien sind aus Holz und stellen dadurch Kontakt des Ensembles mit den historischen Ausstattungselementen der Kirche her, die Kerzenleuchter sind aus Metall mit porös anthrazitfarbener Fassung und zum Teil mit Glaseinlage.[42]

### Kanzel und Taufbecken

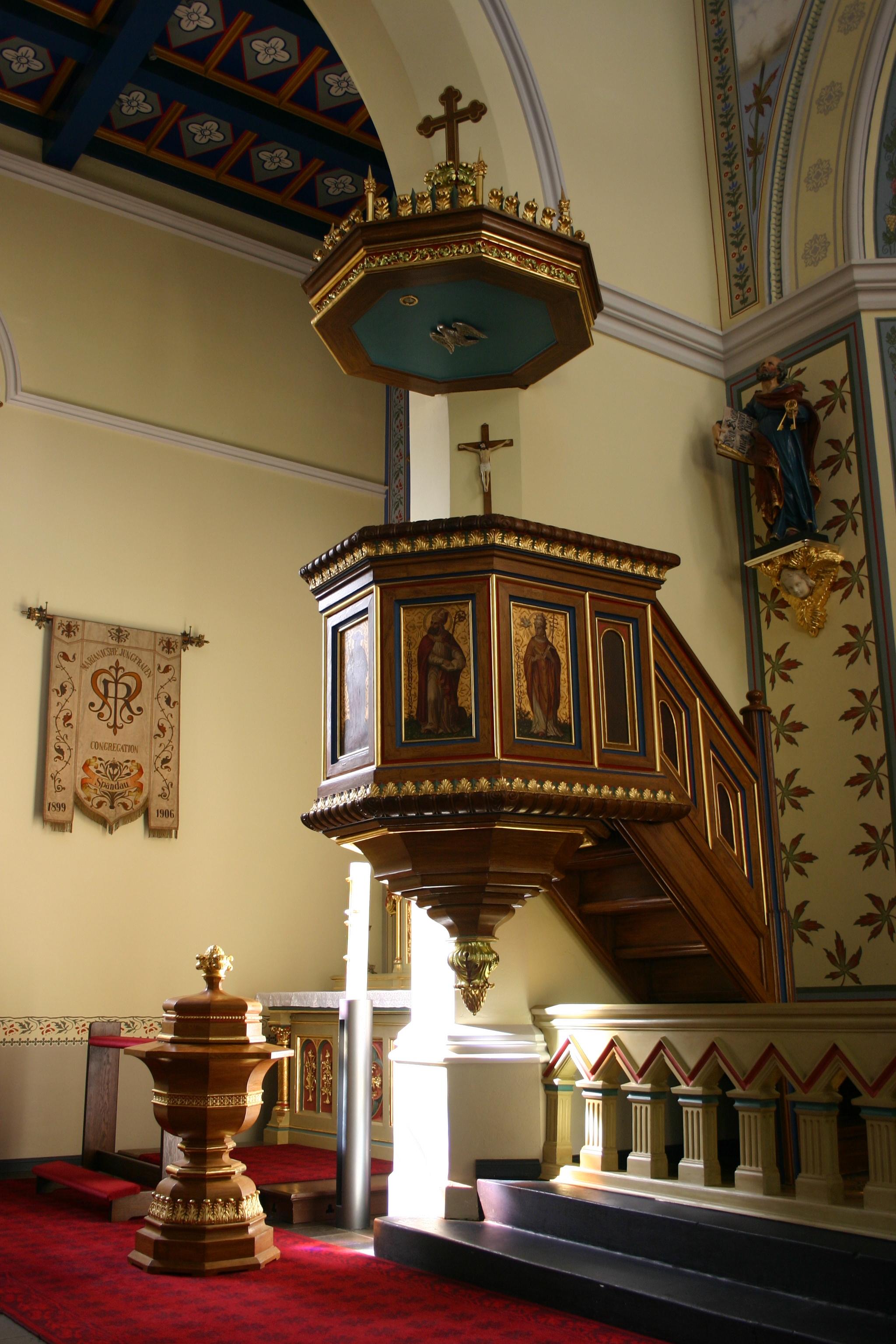
Kanzel und Taufbecken (2008)

- Der hölzerne Kanzelkorb auf achteckigem Grundriss, zum Mittelschiff hin fünfeckig, ist klassizistisch-neugotisch geprägt und stammt vermutlich aus der Erstausstattung von 1848. Die vier Füllungen kamen 1912 an die Kanzel; sie zeigen auf Zinkplatten mit Goldgrund die vier abendländischen Kirchenväter Ambrosius, Hieronymus, Augustinus und Gregorius, hinter denen sich halbrunde Nischen verbergen, in denen vor 1912 wahrscheinlich Figuren standen. Der achteckige Schalldeckel ist über einem konkav geschwungenen Baldachin mit einer kreuzblumenartigen Spitze von einem vergoldeten Kreuz bekrönt. Der Kanzelfuß ist als hängender Pinienzapfen ausgebildet.
- Das Taufbecken, ebenfalls auf achteckigem Grundriss, dürfte auch aus der Erstausstattung der Kirche stammen, ist jedoch handwerklich weniger qualitätvoll und in der Gestaltung einfacher als die Kanzel. Die Spitze des flach gewölbten Deckels trägt eine Kreuzblume in Form einer geöffneten Knospe. Es steht jetzt vor der Kommunionbank unterhalb der Kanzel.[43]

## Orgel

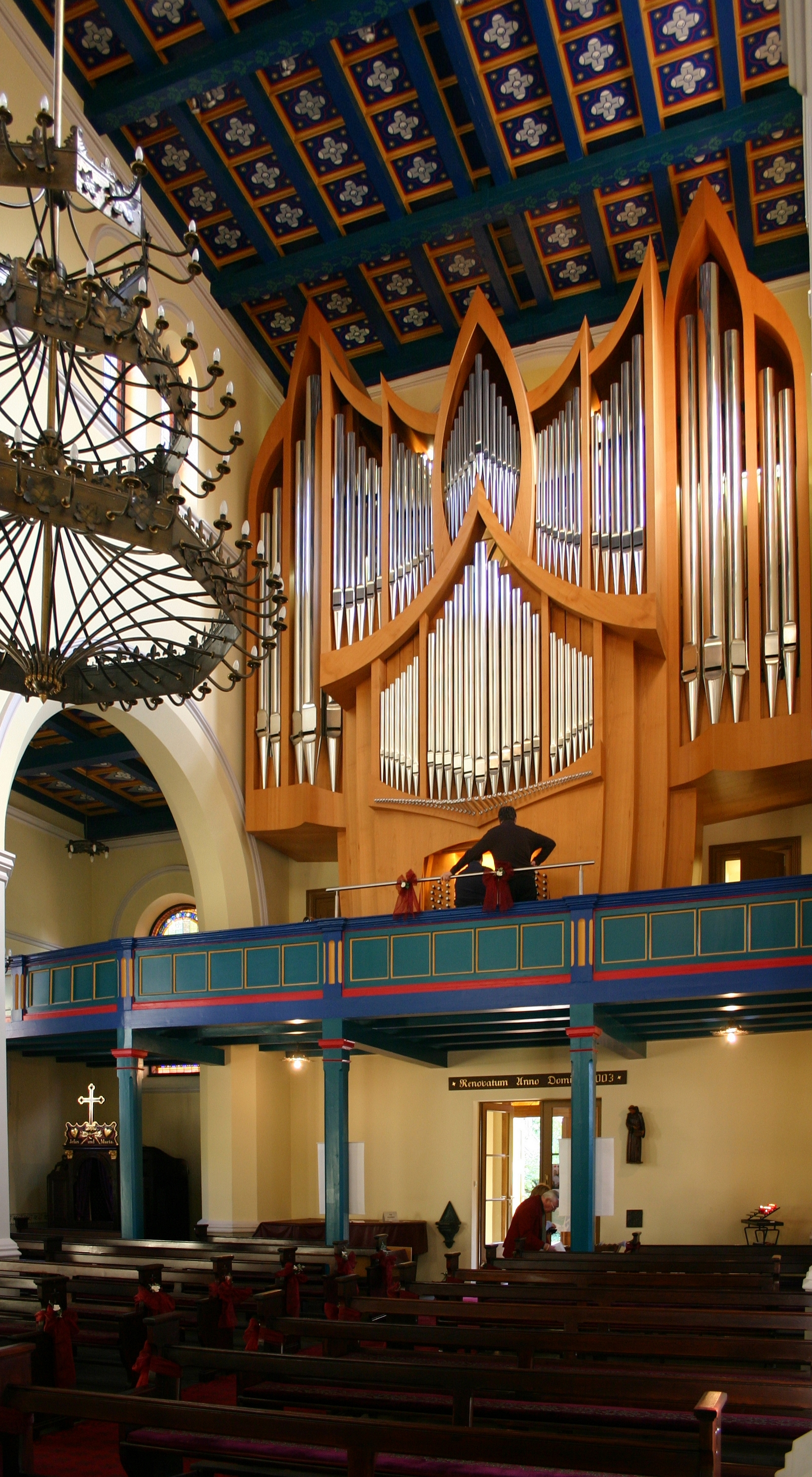
Orgelprospekt

Eine erste Orgel in der neu erbauten Kirche stammte von der Berliner Orgelbaufirma Lang & Dinse. Ihre Größe und bis wann sie sich in der Kirche befand, ist nicht bekannt. Die Gemeinde konnte sich die Orgel zum Preis von 245 Reichstalern leisten, weil beim Bau des Kirchengebäudes Geld gespart werden konnte. 1964 wurde im Rahmen einer Restaurierung der Kirche eine kleine Serienorgel der Firma Walcker auf der Orgelempore aufgestellt. Wegen deren begrenzten Klangvolumens entschied sich der Eigentümer der Kirche, ein neues Instrument bauen zu lassen.
Die heutige Orgel wurde im Jahr 2003 von Alexander Schuke Potsdam Orgelbau geschaffen. Sie hat 35 Register auf zwei Manualen und Pedal. Ton- und Registertraktur sind mechanisch. Eine Besonderheit ist das waagerecht über dem Spieltisch angeordnete 8-Fuß-Zungenregister Fanfaro als Solostimme.
| I Hauptwerk C–g3 |                   |        |
| 01.              | Bordun            | 16′    |
| 02.              | Principal         | 08′    |
| 03.              | Rohrflöte         | 08′    |
| 04.              | Viola di Gamba    | 08′    |
| 05.              | Flaut douce       | 08′    |
| 06.              | Octave            | 04′    |
| 07.              | Spitzflöte        | 04′    |
| 08.              | Quinte            | 02 ⁄3′ |
| 09.              | Octave            | 02′    |
| 10.              | Cornett V (ab fo) |        |
| 11.              | Mixtur V          | 02′    |
| 12.              | Cymbel III        |        |
| 13.              | Trompete          | 08′    |

| II Schwellwerk C–g3 |                          |         |
| 14.                 | Lieblich Gedackt         | 16′     |
| 15.                 | Holzprincipal            | 08′     |
| 16.                 | Praestant                | 08′     |
| 17.                 | Salicional               | 08′     |
| 18.                 | Doppelrohrflöte          | 08′     |
| 19.                 | Quintatön                | 08′     |
| 20.                 | Octave                   | 04′     |
| 21.                 | Fugara                   | 04′     |
| 22.                 | Nachthorn                | 04′     |
| 23.                 | Nassat                   | 02 ⁄3′  |
| 24.                 | Piccolo                  | 02′     |
| 25.                 | Terz                     | 01 3⁄5′ |
| 26.                 | Progressio harmonique IV |         |
| 27.                 | Oboe                     | 08′     |
| 28.                 | Fanfaro horizontal       | 08′     |
|                     | Tremulant                |         |

| Pedalwerk C–f1 |           |     |
| 29.            | Principal | 16′ |
| 30.            | Subbass   | 16′ |
| 31.            | Octavbass | 08′ |
| 32.            | Cello     | 08′ |
| 33.            | Octave    | 04′ |
| 34.            | Posaune   | 16′ |
| 35.            | Trompete  | 08′ |

- Koppeln: II/I, I/P, II/P

## Glocken
Die ersten beiden Glocken, die nach dem Bau der Kirche in den Turm kamen, waren nach der heiligen Maria und dem heiligen Franz von Assisi benannt. Sie wurden am 22. Juli 1848 in Berlin gegossen und erklangen wenige Tage später zum ersten Mal. Auch die Glocken zum Preis von 235 Reichstalern wurden, wie die Orgel, aus Geldmitteln finanziert, die beim Bau des Kirchengebäudes eingespart wurden.
Im Turm der Kirche hängen heute zwei Bronzeglocken. Die zweite stiftete die Kirchengemeinde im Jahr 1963.
| Nr. | Schlagton | Gewicht (kg) | Durchmesser (mm) | Höhe (mm) | Gießer                  | Gussjahr | Inschrift (in der Flanke)                                                                    |
| 1   | e″        | 154          | 636              | 550       | Fa. F. Otto             | 1937     | + ST. MICHAEL RUFE DEIN VOLK / A.D. 1937 (in zwei Reihen, gegenüber das Gießereizeichen)     |
| 2   | fis″      | 082          | 560              | 430       | Petit & Gebr. Edelbrock | 1963     | ST. CAROLUS SERVIRE DOMINO CUM LAETITIA (lat.: ‚Heiliger Karl – Dem Herrn dienen in Freude‘) |